# Colón, Cuba
Colón là một đô thị và thành phố ở tỉnh Matanzas của Cuba.
Đô thị này được chia thành các barrio of Agüica, Este, Guareiras, Jacán, Laguna Grande, Oeste và Palmillas.
Khu định cư được lập năm 1846 với tên Nueva Bermeja. Năm 1851, tuyến đường ray đã được xây dựng ở đây. Năm 1859, khu định cư này được công nhận là thị xã (villa) với tên Colón.
Kinh tế Colón chủ yếu là nông nghiệp với các ngành mía đường, thuốc lá và cây cam chanh, nuôi gia súc. Đây cũng là một trung tâm đường sắt quan trọng.

## Dân số
Năm 2004, đô thị Colón có dân số 71.579 người. với diện tích 597 km² (230,5 mi²), và mật độ dân số 119,9người/km² (310,5người/sq mi).